# Transit (Anna Seghers)
Transit ist ein Roman, den Anna Seghers in den Jahren 1941 und 1942 im Exil in Mexiko schrieb und der autobiographische Elemente enthält. Er erschien 1944 in englischer und spanischer Sprache. Die deutsche Originalfassung erschien erstmals 1947 in der Berliner Zeitung und die erste deutsche Buchausgabe 1948 im Curt Weller Verlag (Konstanz).

## Handlung
Transit wird von einem Ich-Erzähler erzählt, der einem Unbekannten in einer Pizzeria in Marseille seine Erlebnisse seit dem Überfall der Deutschen auf Frankreich berichtet. Der Stil des Romans ist der mündlichen Sprache angenähert und der Leser kann sich vorstellen, dass er der unbekannte Zuhörer ist.
Der Erzähler ist 1937 aus einem deutschen Konzentrationslager nach Frankreich geflohen und wurde bei Kriegsausbruch als feindlicher Ausländer in einem Arbeitslager bei Rouen interniert. Als der deutsche Frankreichfeldzug beginnt, flieht er mit den anderen Internierten ohne Ausweis oder sonstige Papiere. Er erlebt das Durcheinander der chaotischen Fluchtbewegung der Franzosen vor den Deutschen. Als er zum ersten Mal auf deutsche Soldaten stößt, merkt er, dass jede Flucht unmöglich ist und begibt sich nach Paris, wo er bei der befreundeten Familie Binnet Unterschlupf findet.
Eines Tages trifft er Paul wieder, einen ehemaligen Mithäftling aus dem Arbeitslager. Dieser erzählt, dass er nach Amerika auswandern muss, weil er „ein Buch gegen Hitler geschrieben“ habe. Er bittet den Erzähler, einen Brief zu einem Dichter namens Weidel zu bringen, da er selbst fürchtet, entdeckt zu werden. Der Erzähler willigt ein und fragt nicht nach Hintergründen. Er geht zu dem von Paul genannten Hotel, wo er erfährt, dass Weidel sich bei der Annäherung der Deutschen selbst vergiftet hat. Der Erzähler verspricht daraufhin, Weidels Koffer zu dessen Verwandten nach Marseille zu bringen. Als er den Koffer öffnet, findet er darin das Manuskript eines noch nicht vollendeten Romans von Weidel, das er sofort liest und das ihm sehr gefällt.
Außerdem findet er einen Brief von Weidels Frau, die sich zeitweilig von ihm trennen und dann doch mit ihm nach Mexiko auswandern wollte. Sie hätte bereits das nötige Visum. Der Erzähler beschließt, den Koffer beim mexikanischen Konsulat abzugeben, damit Weidels Frau ihn in Marseille abholen kann. Der Vizekonsul weigert sich aber, den Koffer anzunehmen; daraufhin behält der Erzähler ihn. Vor dem Konsulat trifft er zum ersten Mal auf Migranten, die um Ausreisepapiere kämpfen und die sich gegenseitig fantastische Gerüchte über Schiffe erzählen, die zur Abfahrt bereitstehen würden und sie bräuchten nur noch irgendein Papier mit einem Stempel.
Gemeinsam mit Binnets Söhnen verlässt er Paris. Sie schlagen sich bis zu Binnets Tochter Yvonne durch, deren Ehemann einen auf den Namen „Seidler“ ausgestellten „Flüchtlingsschein“ und Geld für den Erzähler besorgt. Yvonne empfiehlt ihm, zu ihrem Cousin Georg nach Marseille weiterzuziehen, und der Erzähler folgt ihrem Rat. Dort lernt er einige andere Emigranten kennen und jeder rät ihm, so schnell wie möglich auszuwandern. Der Erzähler sieht jedoch keinen Grund, aus Marseille abzureisen; die Stadt gefällt ihm. Er versucht nun, Weidels Koffer am dortigen mexikanischen Konsulat abzugeben, doch als er sagt, sein eigener Name sei „Seidler“, entsteht ein Missverständnis: Der Konsulatskanzler nimmt an, er komme wegen eines schon beantragten Einreisevisums für „Weidel“, und dann müsse er eben zunächst einmal „dieselben Freunde, die für das Visum vorstellig wurden, [veranlassen], für die Identität des Paßnamens Seidler mit dem Schriftstellernamen Weidel [zu bürgen]“.
Der Erzähler beginnt schließlich damit, seine Ausreise zu betreiben, weil er feststellt, dass dies die einzige Möglichkeit ist, mit einer befristeten Aufenthaltsgenehmigung bleiben zu können und benutzt dafür das mexikanische Visum des toten Weidel. Ohne dass er es weiß, erfährt Weidels Witwe Marie davon, und glaubt natürlich, ihr Mann sei in Marseille eingetroffen und wolle sie nicht mehr sehen. Sie sucht ihn jetzt überall in allen Cafés und trifft dabei immer nur auf den Erzähler, der in den Konsulaten und Behörden ja als ihr Mann gilt. Ihm erscheint sie als ein mystisches Wesen, das seit ewigen Zeiten ihren Mann sucht und er verliebt sich in sie.
Es dauert eine Weile, bis er die Zusammenhänge erfährt und dass Marie inzwischen mit einem Arzt zusammenlebt. Um den Rivalen loszuwerden, bemüht er sich darum, dessen Abreise zu befördern und als dies nicht gelingt, versucht er die Abreise für alle drei gemeinsam zu organisieren.
In dieser Zeit kämpft er wie alle anderen Emigranten energisch um seine Papiere und nutzt jede Möglichkeit und jede Beziehung, die er hat, um sein Ziel zu erreichen. Trotzdem ist ihm selbst nicht klar, ob er wirklich abreisen will. Erst am Abend der Abreise gesteht ihm Marie, dass sie immer noch ihren Mann liebt und hofft, ihn in Mexiko wieder zu treffen. Da gibt er es auf und überlässt Marie ihrer Illusion. Er selbst bleibt in Frankreich zurück, wo er auf einem Bauernhof, der einem weiteren Binnet gehört, Arbeit findet und eine Heimat.
Später hört er das Gerücht, das Schiff, mit dem Marie und der Arzt abgefahren sind, sei gesunken.

## Hintergrund

### Personen
Ich-Erzähler: Der Protagonist ist namenlos. Er nimmt, nachdem er einen herrenlosen Flüchtlingsschein erhalten hat, zunächst den Namen Seidler an und später den des Schriftstellers Weidel. Nach seiner Flucht aus einem Internierungslager lebt er kurzzeitig in Paris, kann dort aber nicht bleiben und flüchtet nach Marseille, wo er schließlich auch bleibt.
Anders als die anderen Emigranten und Flüchtlinge glaubt er nicht an die Macht von Papieren, sondern an die Hilfe von Freunden und Kameraden. So entgeht er einer Razzia in seinem Hotel, weil ein Zimmernachbar ihn rechtzeitig weckt und er sich verstecken kann, während andere trotz ihrer Papiere verhaftet werden. Die Jagd nach Papieren und Visen beobachtet er eher unbeteiligt, merkt aber bald, dass er nur bleiben kann, wenn er seine Abreise vorbereitet, weshalb er doch allmählich in diesen Sog gerät.
Marie: Die Frau des verstorbenen Schriftstellers Weidel glaubt fest daran, dass ihr Mann noch lebt, denn sie hat gehört, dass ein Mann namens Weidel (für den sich der Ich-Erzähler ausgibt) in Marseille aufgetaucht ist. Deshalb zögert sie, mit ihrem neuen Lebensgefährten, einem deutschen Arzt, nach Mexiko aufzubrechen. Nach einigen Verwicklungen beschließt sie, mit dem Arzt per Schiff nach Mexiko auszuwandern.
Arzt: Der Erzähler lernt den Arzt kennen, weil er ein krankes Kind heilt. Er versteht nicht, warum er das Land verlassen will, denn er wird doch auch hier gebraucht. Später erfährt er, dass er ein Rivale um Maries Liebe ist.
 Die Familie Binnet: Die Familie Binnet ist eine weitverzweigte Familie von Arbeitern und Kleinbürgern. Sie ist die Verbindung des Erzählers mit Frankreich und dem normalen Alltag. Immer wieder ist einer der Vettern bereit ihm zu helfen. Am Ende findet er bei Marcel Binnet eine Heimat.
Die Emigranten: Obwohl der Roman auch einzelne Schicksale beschreibt, erscheinen die Migranten als Masse, die aus verschiedenen Gründen Ausweispapiere und Schiffspassagen sucht, aber fast niemals gelingt es einem, wirklich abzureisen. Immer wieder wird einer von ihnen verhaftet und in ein Lager verbracht. Dem Erzähler erscheinen sie gespensterhaft, als seien sie bereits tot und die erhoffte Überfahrt führe nicht über das Meer, sondern den Styx.
Heinz: Er ist ein weiterer Freund aus dem Arbeitslager, dessen Charisma den Erzähler fasziniert. Er hat nur noch ein Bein und ist abhängig von der Hilfe anderer, die ihm selbst Fremde selbstlos gewähren. Er ist einer der wenigen, die mit Hilfe einer Widerstandsgruppe aus Frankreich fliehen können.

### Erzählperspektive
Der Leser wird als Gegenüber behandelt, dem die Ereignisse als Monolog des Erzählers in einer Pizzeria berichtet werden. Rückgreifend beschreibt der Ich-Erzähler seine Erlebnisse in Marseille. Sein Ausgangspunkt ist ein Gerücht, dass ein Schiff untergegangen sei. Die Chronologie der Ereignisse tritt in den Hintergrund.

### Literarische Bedeutung
Transit ist ein Entwicklungsroman. Das Leitmotiv der Handlung ist die Entwicklung des Ich-Erzählers von einem heimat- und ziellosen, herumirrenden Flüchtling zu einem sich mit Frankreich und besonders mit Marseille verbunden fühlenden Antifaschisten. Eine bedeutende Rolle dabei hat die Familie Binnet.
Transit wurde in den 1970er und 1980er Jahren hoch geschätzt und als Meisterwerk der Exilliteratur in der Zeit des Nationalsozialismus betrachtet.
Anna Seghers selbst hat die Figurenkonstellation in Transit mit der in Jean Racines Tragödie Andromache verglichen: „Racine habe ich erst verstanden, als ich in Angst vor Verfolgung in dem deutschbesetzten Paris war. […] Was mit dieser Frau und ihren zwei Freunden und ihrem toten Geliebten passiert, das gleicht der Handlung von Andromaque: Zwei Männer kämpfen um eine Frau, aber die Frau liebt in Wirklichkeit einen dritten Mann, der schon tot ist.“

### Historischer Hintergrund
Die Handlung spielt zu Beginn der 1940er Jahre in Frankreich. Am 3. September 1939 hatte Frankreich dem Deutschen Reich den Krieg erklärt. Damit wurden alle Deutschen, die sich in Frankreich aufhielten, zu „feindlichen Ausländern“, von denen die meisten aus genau diesem Grund in Lagern interniert wurden, so auch der Ich-Erzähler in Transit.
Für die Oppositionellen unter ihnen wurde mit dem schnellen Heranrücken der deutschen Truppen im Juni 1940 die Lage insofern schwierig, als sie nach wie vor von den Franzosen als „Deutsche“ eingestuft wurden, aber auch damit rechnen mussten, von deutschen Besatzern als Gegner des Nationalsozialismus behandelt zu werden. Die Juden unter den Flüchtlingen mussten darüber hinaus mit Verfolgung rechnen (d. h. mit ihrer Deportation, letztlich mit ihrer Ermordung).
In Vichy-Frankreich waren Teile der Bevölkerung zwar antideutsch eingestellt, aber es gab dort auch Franzosen, die mit der deutschen Besatzungsmacht kollaborierten.
Marseille war zwar der letzte „freie“ Überseehafen; gleichwohl wurden dort viele Juden verhaftet (teils bei Polizeirazzien und teils durch Verrat). Anna Seghers thematisierte dies in ihrem Roman.
Seghers setzte im Roman Transit unter anderem dem mexikanischen Konsulat in Marseille ein literarisches Denkmal. Generalkonsul Gilberto Bosques stellte insgesamt 40.000 Flüchtlingen Visa für Mexiko aus; dies war damals die wichtigste Voraussetzung für die Flucht nach Mexiko.
Auch Seghers reiste mit einem solchen Visum nach Mexiko.
Die Figur des Schriftstellers Weidel ist, soweit es dessen Aufenthalt und Suizid in Paris betrifft, dem Romancier Ernst Weiß nachempfunden. Anna Seghers bestätigte dies in mehreren Briefen, u. a. in einem Brief aus dem Jahr 1968 an die russische Literaturwissenschaftlerin Tamara Motylowa: „Niemand denkt bei dem recht abstrakten Buch Transit an wirklich lebende Menschen, aber ich weiß und einige Freunde wissen es, daß der geheimnisvolle tote Schriftsteller, der nie auftaucht, weil er tot ist, etwas zu tun hat mit Ernst Weiss. Da stimmt die reine Tatsache: Er hat sich das Leben genommen beim Einzug der Deutschen in Paris in der Rue de Vaugirard.“
Ein anderes Mal wird, ohne dass der Name fällt, auf den Suizid von Walter Benjamin angespielt: „Mein leerer Kopf nahm willenlos ein Gespräch auf, das am Nachbartisch geführt wurde. In einem Hotel in Portbou, jenseits der spanischen Grenze, hatte sich in der Nacht ein Mann erschossen, weil ihn die Behörde am nächsten Morgen nach Frankreich hatte zurückschaffen wollen.“ – Tatsächlich hat Walter Benjamin sich in der Nacht vom 26. auf den 27. September 1940 in einem kleinen Hotel von Portbou „mit einer Überdosis Morphiumtabletten das Leben“ genommen.

## Verfilmungen
Seghers’ Roman inspirierte den deutschen Filmregisseur Christian Petzold zum gleichnamigen Spielfilm Transit (2018). Die Geschichte ist aber im Marseille der Gegenwart angesiedelt. Frühere Verfilmungen sind Fluchtweg nach Marseille (BRD 1977, von Ingemo Engström und Gerhard Theuring), Transit (Frankreich 1991, von René Allio) und andere.

## Hörspielbearbeitung
- 1983 Anna Seghers Transit – Regie: Wolf Euba mit Peter Lieck, Christoph Lindert, Heta Mantscheff, Karl Michael Vogler, Heidy Forster und Eduard Linkers (Bayerischer Rundfunk / RIAS Berlin / Norddeutscher Rundfunk 1983, Spieldauer: 85 min. Im Der Audio Verlag 2007, ISBN 978-3-89813-683-9)[12][13]

## Ausgaben
- Anna Seghers: Transit. Umschlagzeichnung Curth Georg Becker. Verlag Curt Weller, Konstanz, 1948
- Anna Seghers: Transit. Roman, Hermann Luchterhand Verlag (Neuwied und Berlin), 1963
- Anna Seghers: Transit. 1., neue Auflage. Aufbau Taschenbuch-Verlag, Berlin 1993, ISBN 3-7466-5153-0, urn:nbn:de:101:1-201308089104 (eingeschränkte Vorschau in der Google-Buchsuche – nicht seitenidentisch mit der Einzelausgabe).
- Anna Seghers: Transit. Werkausgabe, Das erzählerische Werk I/5. Aufbau-Verlag, Berlin 2001, ISBN 3-351-03455-5.
- Anna Seghers: Transit (= SZ-Bibliothek. Band 74). Süddeutsche Zeitung, München 2007, ISBN 3-86615-524-7.